# Velká Británie na Letních olympijských hrách 1964
Velkou Británii na Letních olympijských hrách v roce 1964 v japonském Tokiu reprezentovalo 204 sportovců (160 mužů a 44 žen) v 17 sportovních odvětvích.

## Medailová umístění
| Medaile | Jméno                                                       | Sport     | Disciplína                      |
| ------- | ----------------------------------------------------------- | --------- | ------------------------------- |
| Zlato   | Ken Matthews                                                | Atletika  | Muži chůze 20 km                |
| Zlato   | Lynn Davies                                                 | Atletika  | Muži skok daleký                |
| Zlato   | Ann Elizabeth Packerová                                     | Atletika  | Ženy běh na 800 m               |
| Zlato   | Mary Randová                                                | Atletika  | Ženy skok daleký                |
| Stříbro | Basil Heatley                                               | Atletika  | Muži maratonský běh             |
| Stříbro | John Cooper                                                 | Atletika  | Muži 400 m překážek             |
| Stříbro | Maurice Herriott                                            | Atletika  | Muži 3000 m steeplechase        |
| Stříbro | Adrian Metcalfe Robbie Brightwell John Cooper Tim Graham    | Atletika  | Muži štafeta 4 × 400 m          |
| Stříbro | Paul Nihill                                                 | Atletika  | Muži chůze 50 km                |
| Stříbro | Ann Elizabeth Packerová                                     | Atletika  | Ženy běh na 400 m               |
| Stříbro | Mary Randová                                                | Atletika  | Ženy pětiboj                    |
| Stříbro | Bill Hoskyns                                                | Šerm      | Muži kord                       |
| Stříbro | John Russell Hugh Wardell-Yerburgh William Barry John James | Veslování | Muži čtyřka bez kormidelníka    |
| Stříbro | Robert McGregor                                             | Plavání   | Muži 100 m volný způsob         |
| Stříbro | Louis Martin                                                | Vzpírání  | Muži polotěžká váha do 90 kg    |
| Stříbro | Keith Musto Tony Morgan                                     | Jachting  | Muži třída Flying Dutchman      |
| Bronz   | Janet Simpson Daphne Arden Dorothy Hymanová Mary Randová    | Atletika  | Ženy štafeta 4 × 100 m          |
| Bronz   | Peter Robeson                                               | Jezdectví | Parkurové skákání – jednotlivci |